# Mobydick (rappeur)
Younes Taleb, connu sous les noms de scène Mobydick et LMoutchou  (en arabe: الموتشو), est un rappeur marocain né le 29 juillet 1978 à Rabat. Il est actif sur la scène hip-hop marocaine depuis 2006.

## Biographie

### Jeunesse et débuts
Younes Taleb grandit dans le quartier Hassan à Rabat. Il découvre le rap à l'âge de 12 ans et développe un intérêt pour l'écriture et la production musicale. Il débute en écrivant des textes en français, influencé par le rap marseillais, avant d’adopter le rap en darija.

### Carrière
En 2006, Mobydick remporte le concours Tremplin du festival L'boulevard à Casablanca, ce qui marque le début de sa carrière professionnelle. Il gagne en notoriété avec des titres tels que Toc Toc, Mou3ella9ate et Ddi Mat T3awed.
En 2008, il donne son premier concert à l'étranger lors du festival Garorock en France, où il assure la première partie de IAM ainsi que de Method Man & Redman.
Il publie plusieurs projets musicaux, dont L'moutchou Family (2010) et Lmadda Lkham (2016).
En 2011, il fonde son propre label, Adghal Records, visant à soutenir et produire des artistes indépendants au sein de la scène hip-hop marocaine.
En 2019, un clash l'oppose à 7liwa, ce qui mène à la sortie du morceau L'EX D'Fatema.
Mobydick collabore avec divers artistes marocains, notamment Nabyla Maan et Ahmed Soultan, ainsi qu'avec des artistes internationaux tels que Donquishoot, Sefyu et Leeroy.

## Récompenses et distinctions
- 2006 – Lauréat du Tremplin du festival L'Boulevard de Casablanca.

## Discographie

### Albums
| N° | Titre                          |
| -- | ------------------------------ |
| 1  | Intro - Lmoutchou Family       |
| 2  | Ana Machaferch                 |
| 3  | Ta Rial                        |
| 4  | Khassna Nhemdou Lah            |
| 5  | Titiza Et Moi                  |
| 6  | Interlude - Freestyle          |
| 7  | Super Moutchou                 |
| 8  | Machi Boundif - Qawm Bouzebbal |
| 9  | Fi L'boustane                  |
| 10 | Had Zmane Fih inna             |
| 11 | Chorégraphie alphabétique      |
| 12 | Ma clique et moi - Tome II     |
| 13 | Toc Toc, Pt.3                  |
| 14 | Hizb L'am Zine                 |

### Mixtapes et EP
| N° | Titre                   |
| -- | ----------------------- |
| 1  | Tariel                  |
| 2  | Image Vraie             |
| 3  | Ma Clique Et Moi        |
| 4  | Ktaba Habta Ktaba Tal3a |

| N° | Titre                                  |
| -- | -------------------------------------- |
| 1  | Intro (DK9A)                           |
| 2  | Tayeb O Hari                           |
| 3  | Viens Voir                             |
| 4  | Jouj F'mic Wa7ed                       |
| 5  | La Rue, Ses Histoires                  |
| 6  | 7kayet Drari We7da                     |
| 7  | Le Son Des Potes                       |
| 8  | F*ck (Freestyle)                       |
| 9  | 3ine Bnadem (Freestyle)                |
| 10 | Wakha L3a9a 9lila (feat. Would Chaab)  |
| 11 | Memnou3 (Freestyle)                    |
| 12 | F'Nssassa D'Lil (Freestyle)            |
| 13 | Mon Arsenal                            |
| 14 | Courirbane                             |
| 15 | Toc Toc                                |
| 16 | Toc Toc (Part.2)                       |
| 17 | L'Ouwlad Chaab (feat. Caprice & Hablo) |
| 18 | Step Up                                |
| 19 | Rap Miouzek (Freestyle)                |
| 20 | Outro                                  |

| N° | Titre                                             |
| -- | ------------------------------------------------- |
| 1  | Introduction (DKBA)                               |
| 2  | Checkmate (Freestyle)                             |
| 3  | Intro (DKBA)                                      |
| 4  | Inspiration (Freestyle)                           |
| 5  | Le Sac                                            |
| 6  | Fi L'Boustane (Freestyle)                         |
| 7  | F*ck Peace (feat Yasfirst)                        |
| 8  | Turbo (Remix) (feat. Sefyu)                       |
| 9  | Ch7al Gueddek (Freestyle) (feat. Caprice & Sabre) |
| 10 | Operation Fatman                                  |
| 11 | Day3ine (feat. Ismael)                            |
| 12 | Lights, Camera, Action                            |
| 13 | Jouj Mgharba Fe L'espace (feat. Mehdi K-Libre)    |
| 14 | Bad Boyz (Freestyle) (feat. Pirate & Hablo)       |
| 15 | Interlude (feat. Yasfirst)                        |
| 16 | Niveau 3ali (Freestyle) (feat. Mehdi K-Libre)     |
| 17 | N'fra3 Wednik (Freestyle)                         |
| 18 | Apocalypse 2011 (Freestyle) (feat. Mehdi K-Libre) |
| 19 | 3 MC'S (feat. Hablo & Nores)                      |
| 20 | R'bat Belil (Freestyle)                           |
| 21 | Outro (DKBA)                                      |

| N° | Titre                                  |
| -- | -------------------------------------- |
| 1  | Intro (Salade Du Chef) (feat. Lionbad) |
| 2  | Lblad Ki Zoo                           |
| 3  | Saucisses de foie                      |
| 4  | Khassiyate                             |
| 5  | Gol D Moutchou                         |
| 6  | Flashback                              |
| 7  | Jounoud L'minifou                      |
| 8  | Jinchuriki                             |
| 9  | Outro (Fast Food)                      |

| N° | Titre                   |
| -- | ----------------------- |
| 1  | Rap Game of Thrones     |
| 2  | Intro - The Mic         |
| 3  | Mou3ella9ate            |
| 4  | Roujoula Ab Incunabulis |
| 5  | 1.3.1.2 (feat. Lionbad) |
| 6  | Marc Dorcel             |
| 7  | Ddi Ma T3awed           |
| 8  | Bounce                  |
| 9  | L'Bala O Fass           |
| 10 | Escale                  |
| 11 | Ta9afet L'hiphop        |
| 12 | Mister Satan            |
| 13 | One Punch Man           |
| 14 | Much Loved              |
| 15 | Intermission (The Pen)  |
| 16 | Hessan                  |
| 17 | Yane Sine Krad          |
| 18 | Toc Toc 4               |
| 19 | Sawt L3andalib          |
| 20 | The Walking Dead        |
| 21 | Outro - The Bottle      |

| N° | Titre                                         |
| -- | --------------------------------------------- |
| 1  | Intro (Apéritif)                              |
| 2  | Dedicace                                      |
| 3  | The City Is Mine (feat. Trarius)              |
| 4  | DBND (Derbi Bghani Nkoune Dib) (feat. Iguidr) |
| 5  | Amazon Hunt                                   |
| 6  | Boujem3a                                      |

| N° | Titre                          |
| -- | ------------------------------ |
| 1  | Drapeau Blanc                  |
| 2  | Paris Rabat                    |
| 3  | Allez Leur Dire                |
| 4  | Soldat De Paix                 |
| 5  | One Shot                       |
| 6  | Drapeau Blanc (Instrumental)   |
| 7  | Paris Rabat (Instrumental)     |
| 8  | Allez Leur Dire (Instrumental) |

### Clips vidéos
| Année | Titre                           |
| ----- | ------------------------------- |
| 2011  | Checkmate                       |
| 2011  | Lmoutchoukisthan                |
| 2011  | Inspiration                     |
| 2011  | The affiliate (Apocalypse 2011) |
| 2011  | The affiliate (Part.2)          |
| 2012  | Ghir bach mateb9awch blach      |
| 2012  | Rap miouzek                     |
| 2013  | Ddi Ma T3awed                   |
| 2014  | Mou3ella9ate                    |
| 2015  | Mister Satan                    |
| 2015  | Hessan                          |
| 2016  | One Punch Man                   |
| 2016  | 1.3.1.2 (featuring Lionbad)     |
| 2016  | Roujoula Ab' Incunabulis        |
| 2018  | Kaba                            |
| 2018  | Weed & Flowers                  |
| 2019  | Wasabi                          |
| 2020  | D7B (Derbi 7akmou beznass)      |
| 2020  | KASS (Feat Mons)                |
| 2023  | Chopin                          |